# 威儀師
威儀師（いぎし）とは、得度・授戒・法会といった仏教の重要儀式の際に、儀式を進行し、衆僧を指揮する役目の僧侶。貞観12年（870年）以後は、大威儀師・小威儀師に分かれた。

## 概要
奈良時代初期の和銅年間に興福寺に置かれたのが最古の記録である。僧綱に入る前段階で任ぜられる地位で、小威儀師は伝灯大法師、大威儀師は法橋に叙された。宝亀2年（771年）に定員が6名と定められたが、定員の不足から後に権威儀師・従儀師なども設置された。